# Norman William McLachlan
Norman William McLachlan - D. Sc (Engineering) - (Longtown, 26 juli 1888-Reading, Feb. 1968) was een Brits wetenschapper, die zich door zijn publicaties en lezingen verdienstelijk heeft gemaakt op het gebied van de elektrotechniek, de natuurkunde en de wiskunde. Hij werd vooral bekend na de publicatie in 1934 van een standaardwerk over luidsprekers.

## Loopbaan
McLachlan volgde les aan de Carlisle Grammar School en de George Watson en Heriot-Watt colleges in Schotland en studeerde nadien aan de Universiteit van Liverpool. Na zijn studies werkte hij als stagiair bij Bruce Peebles & Co, Ltd in Edinburgh, een industrieel bedrijf waar elektrische machines werden gefabriceerd. In 1909 werd hij aangesteld als leraar wiskunde en ingenieurswetenschappen aan de Universiteit van Newcastle-upon-Tyne en in 1914 werd hij surveillant voor de ingenieursstudies van de technische instituten van Liverpool. Gedurende de Eerste Wereldoorlog verrichtte hij onderzoek voor de regering op het gebied van de luchtvaart en de anti-duikboot installaties en in opdracht van het Britse 'Air Ministry' richtte hij een laboratorium in ten behoeve van het onderzoek van vloeibare en gasvormige zuurstofopslag voor gebruik in vliegtuigen. Vanaf februari 1918 tot december 1919 deed hij onderzoek op wisselstroom dynamo's voor het National Physical Laboratory in Teddington. Van 1 december 1919 tot 2 februari 1926 was hij als onafhankelijk onderzoeker in dienst bij de Marconi Company. Van 1926 tot 1931 werd hij onderzoeksdirecteur van de 'Telegraph Construction and Maintenance Co' (TELCON), een firma die gespecialiseerd was in het leggen van onderzeese telegrafie kabels. Hij werkte er samen met George A.V. Sowter, een specialist in audio transformatoren , aan de ontwikkeling van zenders en ontvangers voor deze kabels. Toen het project in 1930 wegens de crisis niet kon worden uitgevoerd gebruikte Sowter de werkplaatsen van Telcon voor metingen aan luidsprekers, waarvan de resultaten in het boek van McLachlan werden opgenomen.
Vanaf 1923 publiceerde hij in een continue stroom een groot aantal artikels in technische en wetenschappelijke tijdschriften, waaronder  Wireless World, de Philosophical Magazine de Journal of the Institution of Electrical Engineers  en de Journal of the Acoustical Society of America (J.A.S.A.). Terzelfder tijd  verschenen van hem een aantal leerboeken meestal ten behoeve van de ingenieur over wiskunde en techniek. Ook diende hij een aantal octrooien in ter bescherming van zijn uitvindingen en gaf hij lezingen over elektroakoestiek.  

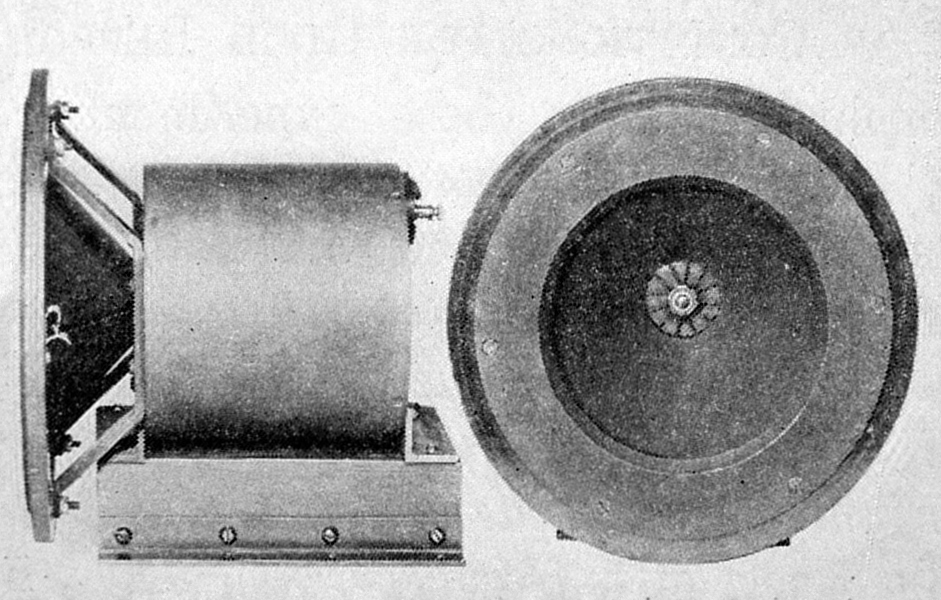
Dynamische Rice-Kellogg luidspreker uit 1925

Peter J. Walker, de stichter van Quad Electroacoustics getuigt in een van zijn interviews dat deze lezingen en deze van Paul Voigt hem geïnspireerd hebben om zich verder met audio elektronica en elektroakoestiek bezig te houden. In die tijd hield McLachlan zich ook bezig met het installeren van studio uitrusting voor radio uitzendingen. Van hem wordt ook gezegd dat hij de elektrodynamische luidspreker in Engeland introduceerde. Het ging om de in America vervaardigde originele Rice-Kellogg luidspreker.
Na de Tweede Wereldoorlog vinden we McLachlan terug in de Verenigde Staten, waar hij als professor en gastprofessor aan verschillende universiteiten les geeft. Zo vervoegde hij in  het tweede semester van het academiejaar 1947-1948 de Faculteit van het Carnegie Institute of Techmology, de huidige Carnegie Mellon University om er als hoogleraar de wiskunde en de ingenieursvakken te onderwijzen en gaf op 24 mei 1948 een lezing aan de Universiteit van Michigan over Mathieu functies. Nadien gaf hij les in dezelfde vakken aan de Brown-universiteit. Van 1951 tot 1954 wordt hij tot Professor elektrotechniek benoemd aan de Universiteit van Illinois en tegelijkertijd was hij ook Walker-Ames Professor   aan de Universiteit van Washington. Hij ging zich hoe langer hoe meer bezighouden met fundamenteel onderzoek in de wiskunde en dit culmineerde in juni 1952 met een lezing On the solution of non-linear differential equations to Hydrodraulics tijdens het Vijfde Symposium of Applied Mathematics van de American Mathematical Society. 
McLachlan was Honorary Fellow van de IERE (1935) en Fellow of The Institute of Physics.

## Gepubliceerde Boeken[19]
- PRACTICAL MATHEMATICS for students attending evening and day technical classes, Longmans, Green , and Co, London, 1913. Heruitgegeven door Ulan Press, 31 augustus 2012.
- WIRELESS LOUD SPEAKERS, A practical Manual describing the Principals of Operation, Performance and Design, Iliffe &Sons, Ltd, London, tweede editie 1927[20]. Dit boek is een voorloper van[3].
- BESSEL FUNCTIONS for engineers. Oxford, The Clarendon Press, 1934.
- ELEMENTS OF LOUD SPEAKER PRACTICE,  London, Oxford University Press, Humphrey Milford, 1935, De tekst was reeds gepubliceerd als een reeks van artikels die verschenen in 'World Radio' van juli tot december 1933.
- LOUD SPEAKERS, theory, performance, testing and design, Oxford, The Clarendon Press, 1934
- NOISE, a Comprehensive Survey From Every Point of View. Met een voorwoord door Sir Henry Fowler. London, Oxford University Press, 1935. Een introductie tot het onderwerp voor de leek en de technische lezers geïnteresseerd in het voorkomen van ruis.
- THE NEW ACOUSTICS, a survey of modern development in acoustical engineering, London , Oxford University Press, 1936
- COMPLEX VARIABLE & OPERATIONAL CALCULUS with technical applications, Cambridge, Cambridge University Press, 1939.
- THEORY AND APPLICATIONS OF MATHIEU FUNCTIONS, Oxford, The Clarendon Press, 1947.
- MODERN OPERATIONAL CALCULUS with applications in technical mathematics, London, Macmillan and company, 1948. New York, Dover Publcations, 1962. Op 26 december 2014 heruitgegeven door Dover Books on Mathematics onder de titel LAPLACE TRANSFORMS and their applications to differential equations
- ORDINARY NON-LINEAR DIFFERENTIAL EQUATIONS in engineering and physical sciences, Oxford, The Clarendon Press, 1950.
- Supplement au formulaire pour le calcul symbolique, N.W. McLachlan, P. Humbert et L. Poli, Paris, Gauthier-Villars, 1950
- THEORY OF VIBRATIONS,  New York, Dover Publications [1951]
- COMPLEX VARIABLE THEORY AND TRANSFORM CALCULUS with technical applications, Cambridge, Eng., University Press, 1953